# E-MEC
e-MEC é um sistema eletrônico de acompanhamento dos processos que regulam a educação superior no Brasil.
O e-MEC foi criado para fazer a tramitação eletrônica dos processos de regulamentação. Pela internet, as instituições de educação superior fazem o credenciamento e o recredenciamento, buscam autorização, reconhecimento e renovação de reconhecimento de cursos. Em funcionamento desde janeiro de 2007, o sistema permite a abertura e o acompanhamento dos processos pelas instituições de forma simplificada e transparente.
O sistema torna os processos mais rápidos e eficientes, uma vez que eles são feitos eletronicamente. As instituições podem acompanhar (pelo sistema) o trâmite do processo no ministério que,por sua vez, pode gerar relatórios para subsidiar as decisões.

## Órgão responsável
Composta por secretarias de educação, a Secretaria de Regulação e Supervisão da Educação Superior (SERES) tem por objetivo regularizar o ensino superior nas Instituições de Ensino Superior (IES). Desta forma, a SERES é composta por:
1. Diretoria de Política Regulatória (DPR)
2. Diretoria de Supervisão da Educação Superior (DISUP)
3. Diretoria de Regulação da Educação Superior (DIREG)

## Cadastro
O Cadastro da Educação Superior (Cadastro e-MEC) é uma ferramenta que permite ao público a consulta de dados sobre instituições de educação superior e seus cursos. Em relação às instituições de ensino, é possível pesquisar informações sobre as universidades, centros universitários e faculdades vinculadas ao sistema federal de ensino, que abrange as instituições públicas federais e todas as instituições privadas de ensino superior do país. O Cadastro informa dados como a situação de regulação das instituições e dos cursos por elas oferecidos, endereços de oferta e indicadores de qualidade obtidos nas avaliações do MEC.

## Tipos de curso superior
Quanto à formação, a educação superior abrange os seguintes cursos:
Cursos de graduação: são abertos a candidatos que tenham concluído o ensino médio ou equivalente e tenham sido classificados em processo seletivo. Os cursos de graduação conferem diploma aos concluintes e podem ser:
- bacharelados
- licenciaturas
- cursos superiores de tecnologia

Cursos sequenciais: são organizados por campo de saber, de diferentes níveis de abrangência, abertos a candidatos que atendam aos requisitos estabelecidos pelas instituições de ensino, desde que tenham concluído o ensino médio ou equivalente. Podem ser de:
- formação específica
- complementação de estudos

Cursos de extensão: abertos a candidatos que atendam aos requisitos estabelecidos em pelas instituições de ensino. Conferem certificado aos concluintes.
Cursos de pós-graduação: os programas de mestrado e doutorado (pós-graduação stricto sensu) e cursos de especialização (pós-graduação lato sensu) são abertos a candidatos diplomados em cursos de graduação e que atendam às exigências das instituições de ensino. A pós-graduação lato sensu confere certificado, e a pós-graduação stricto sensu confere diploma.

## Indicadores de qualidade
Em relação aos cursos, os indicadores informados são a nota do curso no Enade, o Conceito Preliminar de Curso (CPC) e o Conceito de Curso (CC).
- Enade: o Exame Nacional de Desempenho dos Estudantes avalia o conhecimento dos alunos em relação ao conteúdo previsto nas diretrizes curriculares do respectivo curso de graduação, suas habilidades e competências. Participam do Exame os alunos ingressantes e concluintes dos cursos avaliados. Os resultados do Enade são considerados na composição de índices de qualidade relativos aos cursos e às instituições (como o CPC e o IGC).
- CPC: é composto a partir dos resultados do Enade e por fatores que consideram a titulação dos professores, o percentual de docentes que cumprem regime parcial ou integral (não horistas), recursos didático-pedagógicos, infraestrutura e instalações físicas. O conceito, que vai de 1 a 5 (sendo 5 o valor máximo), é um indicador preliminar da situação dos cursos de graduação no país.
- Conceito de Curso (CC): composto a partir da avaliação in loco do curso, pode confirmar ou modificar o CPC. A necessidade de avaliação in loco para a renovação do reconhecimento dos cursos é determinada pelo CPC: cursos que obtiverem CPC 1 e 2 são automaticamente incluídos no cronograma de avaliação in loco. Cursos com conceito igual ou maior que 3 podem optar por não receber a visita dos avaliadores e, assim, transformar o CPC (Conceito Preliminar de Curso) em CC, que é um conceito permanente.

Em relação às instituições de ensino, os indicadores informados são o IGC (Índice Geral de Cursos da instituição) e o Conceito Institucional:
- IGC: sintetiza em um único indicador a qualidade de todos os cursos de graduação e pós-graduação stricto sensu (mestrado e doutorado) de cada universidade, centro universitário ou faculdade do país. No que se refere à graduação, é utilizado o CPC dos cursos, e no que se refere à pós-graduação, é utilizada a Nota Capes, que expressa os resultados da Avaliação dos Programas de Pós-graduação, realizada pela Coordenação de Aperfeiçoamento de Pessoal de Nível Superior (Capes). O IGC vai de 1 a 5. O indicador pode ser confirmado ou alterado pelo Conceito Institucional (CI), que é composto a partir da avaliação in loco do curso pelo MEC.[5]

## Portarias normativas
- Portaria Normativa nº 5/2015— Estabelece os procedimentos de pré-seleção e adesão de municípios para autorização de funcionamento de curso de graduação em medicina por instituição de educação superior privada, precedida de chamamento público.
- Portaria Normativa nº 1/2014— Estabelece o Calendário 2014 de abertura do protocolo de ingresso de processos regulatórios no sistema e-MEC.
- Portaria Normativa nº 5/2014— Altera a Portaria Normativa nº 18, de 1º de agosto de 2013.
- Portaria Normativa nº 7/2014— Altera os Anexos II e IV da Portaria Normativa nº 1, de 2 de janeiro de 2014.
- Portaria Normativa nº 8/2014— Dispõe sobre o ENADE 2014.
- Portaria Normativa nº 14/2014— Estabelece os procedimentos de habilitação para autorização de cursos de Medicina em unidades hospitalares, por instituições de educação superior privadas, precedida de chamamento público.
- Portaria Normativa nº 20/2014— Estabelece os procedimentos e o padrão decisório para os pedidos de autorização dos cursos de graduação em direito ofertados por Instituições de Educação Superior — IES integrantes do Sistema Federal de Ensino, em trâmite no Ministério da Educação até a publicação desta Portaria Normativa.
- Portaria Normativa nº 24/2014— Estabelece o Calendário 2015 de abertura do protocolo de ingresso de processos regulatórios no Sistema e-MEC.
- Portaria Normativa nº 1/2013— Estabelece o Calendário 2013 de abertura do protocolo de ingresso de processos regulatórios no sistema e-MEC.
- Portaria Normativa nº 2 /2013— Estabelece os procedimentos e o padrão decisório para os pedidos de autorização dos cursos de graduação em medicina ofertados por Instituições de Educação Superior — IES integrantes do Sistema Federal de Ensino, protocolados no Ministério da Educação até o dia 31 de janeiro de 2013.
- Portaria Normativa nº 3/2013— Estabelece os procedimentos de aditamento de atos regulatórios para alteração no número de vagas de cursos de graduação de medicina ofertados por Instituições de Educação Superior — IES, integrantes do Sistema Federal de Ensino, e dá outras providências.
- Portaria Normativa nº 12/2013— Altera a Portaria Normativa MEC nº 01, de 25 de janeiro de 2013, e a Portaria Normativa MEC nº 3, de 1º de Fevereiro de 2013. Publicado no DOU EM 03/07/2013
- Portaria Normativa nº 13/2013— Estabelece os procedimentos para pré-seleção de município para a autorização de funcionamento de curso de medicina por instituição de educação superior privada, precedida de chamamento público, e para a celebração do termo de adesão ao chamamento público pelos gestores locais do SUS, a serem observados pela Secretaria de Regulação e Supervisão da Educação Superior — SERES.
- Portaria Normativa nº 14/2013— Dispões sobre os procedimentos de adesão das instituições federais de educação superior ao Projeto Mais Médicos e dá outras providências.
- Portaria Normativa nº 015/2013— Institui a Política Nacional de Expansão das Escolas Médicas das Instituições Federais de Educação Superior.
- Portaria Normativa nº 17/2013— Dispõe sobre os procedimentos de adesão das instituições públicas estaduais e municipais de educação superior e de saúde; programas de residência em Medicina de Família e Comunidade Medicina Preventiva e Social e Clínica Médica; e de escolas de governo em saúde pública ao Programa Mais Médicos para o Brasil e dá outras providências.
- Portaria Normativa nº 18/2013— Institui a Política de Transferência Assistida de estudantes regulares do Sistema Federal de Ensino, no âmbito dos processos de supervisão que resultem em desativação de cursos e descredenciamento de instituições de educação superior pelo Ministério da Educação.
- Portaria Normativa nº 19/2013— Dá nova redação ao artigo 3° da Portaria Normativa n° 14, de 9 de julho de 2013, que dispõe sobre os procedimentos de adesão das instituições federais de educação superior ao Projeto Mais Médicos e dá outras providências.
- Portaria Normativa nº 24/2013— Regulamenta o Decreto no 8.142, de 21 de novembro de 2013, que altera o Decreto no 5.773, de 9 de maio de 2006.
- Portaria Normativa nº 24/2012— Acrescenta o artigo 36-A à Portaria Normativa MEC nº 40/2007, republicada em 29/12/2010.
- Portaria Normativa MEC nº 40/2007— Institui o e-MEC, sistema eletrônico de fluxo de trabalho e gerenciamento de informações relativas aos processos de regulação, avaliação e supervisão da educação superior no sistema federal de educação, e o Cadastro e-MEC de Instituições e Cursos Superiores e consolida disposições sobre indicadores de qualidade, banco de avaliadores (Basis) e o Exame Nacional de Desempenho de Estudantes (ENADE) e outras disposições.